# Illice injecta
Illice injecta är en fjärilsart som beskrevs av Dyar 1904. Illice injecta ingår i släktet Illice och familjen björnspinnare. Inga underarter finns listade i Catalogue of Life.